# Kościenie
Kościenie (biał. Касцяні; ros. Костени) – wieś na Białorusi, w obwodzie witebskim, w rejonie postawskim, w sielsowiecie Juńki.

## Historia
W czasach zaborów w gminie Postawy, w powiecie dzisieńskim, w guberni wileńskiej Imperium Rosyjskiego.
W dwudziestoleciu międzywojennym wieś leżała w Polsce, w województwie wileńskim, w powiecie duniłowickim, od 1926 w powiecie dziśnieńskim, w gminie Postawy.
Według Powszechnego Spisu Ludności z 1921 roku zamieszkiwało tu 107 osób, 2 były wyznania rzymskokatolickiego a 105 prawosławnego. Jednocześnie 1 mieszkaniec zadeklarował polską przynależność narodową, 105 białoruską a 1 inną. Były tu 22 budynki mieszkalne. W 1931 w 22 domach zamieszkiwało 111 osób.
Wierni należeli do parafii rzymskokatolickiej i prawosławnej w Postawach. Miejscowość podlegała pod Sąd Grodzki w Postawach i Okręgowy w Wilnie; właściwy urząd pocztowy mieścił się w Postawach.
W 1938 roku miejscowość należała do gromady Sowczyno gminy Postawy.
Po agresji ZSRR na Polskę w 1939 roku wieś znalazła się w granicach BSRR. W latach 1941–1944 była pod okupacją niemiecką. Następnie leżała w BSRR. Od 1991 roku w Republice Białorusi.
Na północ od Kościeniów znajduje się baza Wojsk Rakietowych Przeznaczenia Strategicznego ZSRR. Stacjonował tu 346 pułk rakietowy wchodzący w skład 32 dywizji rakietowej. Początkowo pułk dysponował dwoma wyrzutniami rakiet naziemnych i jednej minowej z rakietami R-12, R-12U, od 1977 r. był uzbrojony w RK 15P645, a od 1991 r. w RK Topol. Po rozformowaniu jednostki w 1993 roku część budynków przeznaczono na Dziecięce Centrum Rehabilitacji. 